# دار فلفل
دار فلفل أو فلفل طويل أو أم الرأس (الاسم العلمي Long pepper) نبات معترش معمر من فصيلة الفلفلية،
أوارقه متعاقبة، حاضنة سنانية الشكل، ذات نصل متعمج، أزهاره قدية التجميع، لبدية التركيب،
أبطية الارتكاز ثماره غنية،
بيضوية الشكل عطرية العرف.
يستعمل كطارد للغازات فاتح للشهية خافض للحرارة يدخل في تركيب ادوية الضعف الجنسي.